# مالك بن زيد مناة
مالك بن زيد مناة التميمي جد جاهلي من بني تميم وهو أخو سعد بن زيد مناة، وفيهما يقول جرير في قصيدة:«وأورثني الفرعان سعد ومالك … سناءاً وعزا في الحياة مخلدا»، وكان اعلم أهل زمانه بالإبل، وسيد تميم في عصره بديار مضر.

## نسبه وذريته
هو: مالك بن زيد مناة بن تميم بن مر بن اد بن طابخة بن إلياس بن مضر بن نزار بن معد بن عدنان من ذرية إسماعيل بن إبراهيم عليهما السلام.
أمه: المفدّاة بنت ثعلبة بن دودان بن أسد بن خزيمة بن مدركة بن إلياس بن مضر.
زوجاته وأبناؤه:
زوجته هي: النوار بنت جلّ بن عدي بن عبد مناة بن أد بن طابخة، وأنجبت له أربعة أبناء وهم:
- حنظلة بن مالك، جد قبائل بني حنظلة
- ربيعة بن مالك، وهو ربيعة الجوع وربيعة الكبرى
- قيس بن مالك
- معاوية بن مالك

يقال لقيس ومعاوية: الكردوسان

## آبل أهل زمانه
وكان يقال لمالك بن زيد مناة "آبل من مالك"، ومالك هذا هو سبط تميم بن مر، وكان آبل زمانه، ثم إنه تزوج وبنى بامرأته، فأورد الإبل أخوه سعد بن زيد مناة، ولم يحسن القيام عليها والرفق بها، فقال مالك: